# アイビー・ダモント
デイム・アイビー・リオーナ・ダモント（Dame Ivy Leona Dumont DCMG、1930年10月2日 - ）は、バハマの政治家。バハマ総督代行（2001年11月13日 - 2002年1月1日）を務めた後、正式にバハマ総督に就任した（2002年1月1日 - 2005年11月30日）。同国初の女性総督であった。